# Heinrich Becher

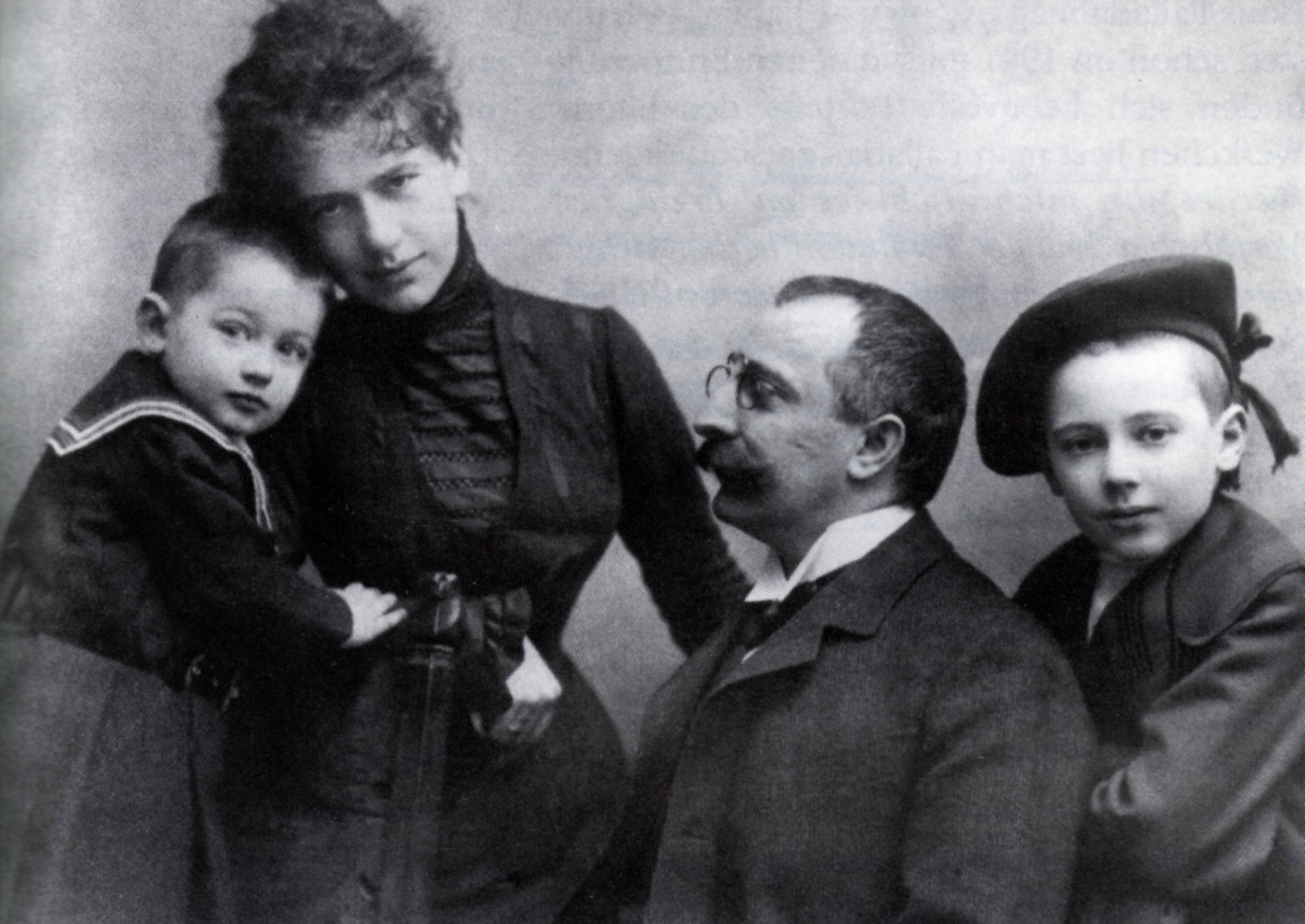
Becher mit Frau und Kindern

Heinrich Becher (* 22. November 1865 in Bayreuth; † 20. März 1941 in München) war ein deutscher Richter an verschiedenen Gerichten in Bayern, zuletzt am Bayerischen Obersten Landesgericht. Bekannt ist er vor allem als Vater von Johannes R. Becher.

## Leben
Heinrich Becher war das dritte Kind seiner Eltern. Sein Vater war königlicher Finanz-Rechnungs-Revisor. Am 5. Dezember 1865 wurde er evangelisch getauft. Nach Volksschule und humanistischem Gymnasium legte er 1883 die Reifeprüfung ab. Ab dem Wintersemester 1883 studierte Becher an der Ludwig-Maximilians-Universität München und der Ruprecht-Karls-Universität Heidelberg Rechtswissenschaft. 1884 wurde er im Corps Suevia München und im Corps Rhenania Heidelberg recipiert. 1887 legte er das Erste, 1890/91 das Zweite Staatsexamen ab.
1890 heiratete Heinrich Becher eine aus Baden stammende Apothekertochter. 1891 wurde sein erster Sohn Johannes R. Becher, 1900 sein zweiter Sohn Ernst geboren. 1894 wurde er an der Julius-Maximilians-Universität Würzburg zum Dr. iur. promoviert.  Die mit 564 Druckseiten ungewöhnlich umfangreiche Dissertation war nicht in erster Linie als Doktorarbeit, sondern als Veröffentlichung konzipiert. 1897 und 1898 veröffentlichte Heinrich Becher Neubearbeitungen des damaligen Standardwerks zum bayerischen Zivilrecht. In den Jahren 1898 bis 1901 gab Becher die gesamten Materialien zu den bayerischen Ausführungsgesetzen zum Bürgerlichen Gesetzbuch heraus. Von 1901 bis 1912 veröffentlichte er eine Sammlung der Ausführungsgesetze und Ausführungsverordnungen zum BGB sämtlicher deutscher Bundesstaaten.
Heinrich Becher war seit 1. November 1891 III. Staatsanwalt in München und seit 1. November 1893 Amtsrichter, ebenfalls in München. Im Jahr 1897 wurde er zum Reichsjustizamt abgeordnet. Nach seiner Rückkehr nach München wurde er II. Staatsanwalt, am 16. November 1899 Landgerichtsrat, am 1. Januar 1910 stellvertretender Landgerichtsdirektor, am 16. November 1912 Rat am Oberlandesgericht München und am 1. Juli 1924 Rat am Bayerischen Obersten Landesgericht. Gerichtspräsident ist er, entgegen den Darstellungen seines Sohnes Johannes R. Becher, nie gewesen. Soweit feststellbar, war Heinrich Becher in seiner richterlichen Tätigkeit überwiegend mit Zivilsachen beschäftigt. Am 1. Januar 1934 schied Heinrich Becher wegen Erreichens der Altersgrenze aus dem aktiven Dienst aus.
Johannes R. Becher setzte sich in verschiedenen Werken mit seinem Vater auseinander, vor allem in dem Roman Abschied, in welchem sein Vater als Staatsanwalt Dr. Heinrich Gastl porträtiert wird. Die Hinrichtung des Räubers Mathias Kneißl, an dessen Verurteilung Heinrich Becher zwar nicht beteiligt, die aber vermutlich Gesprächsthema im Elternhaus von Johannes R. Becher war, wird in mehreren Werken von Johannes R. Becher behandelt. Unzutreffend ist allerdings die Behauptung in den Anmerkungen der DDR-Ausgabe des Romans Levisite von Johannes R. Becher, dass Kneißl „von Bechers Vater, dem damaligen Oberlandesgerichtspräsidenten“, zum Tode verurteilt worden sei.